# Club 15-15
El Club 15-15 procede del antiguo Icaro Volleyball Club (Club Voleibol Ícaro) de Palma de Mallorca (Baleares), equipo español de voleibol femenino. En la temporada 2008-2009 fue el equipo femenino del Club Voleibol Portol y desde la 2009-2010 compite en la Superliga Femenina Española con el nombre de Oxidoc Palma. Desaparecido en diciembre de 2011.
Obtuvo en 2007 plaza en División de Honor (Superliga) al imponerse en la fase final de la Liga FEV celebrada en Palma, en el pabellón de la Universidad de las Islas Baleares, donde el Ícaro Alaró jugó durante la temporada 2006-2007. En Alaró el equipo mantiene sus escuelas deportivas, pero al comenzar la temporada 2007-2008 cierra un acuerdo con el ayuntamiento de Palma de Mallorca y cambia la denominación de Ícaro Alaró por Ícaro Palma. Durante la temporada 2008-2009 se produce la fusión temporal con el equipo masculino del Club Voleibol Pórtol y compiten ambos como Palma Volley.
El club se fundó en 1994, ascendiendo a Primera División Nacional en 2001 y a Liga FEV en 2005. En 2006, tras una buena clasificación, el equipo quedó a las puertas del ascenso en una emocionante fase final caracterizada por la igualdad y los empates con el Patricia Vóley, el Sanse y el Haro. En la siguiente temporada se incorpora al equipo la mediática colocadora italiana Maurizia Cacciatori que con el ascenso a Superliga asume el papel de directora deportiva configurando una plantilla de conocidas jugadoras nacionales e internacionales.